# Aankomststempel (post)

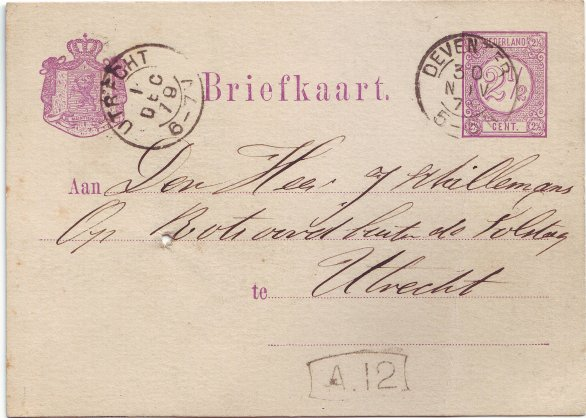
Briefkaart van Deventer naar Utrecht met als vertrekstempel een kleinrondstempel Deventer van 30 november 1879, gezet tussen 5 en 6 uur N(amiddags). Als aankomststempel een kleinrondstempel Utrecht van 1 december 1879, gezet tussen 6 en 7 uur V(oormiddags). Ten slotte zien we nog een bestellersstempel A.12. Dat was van besteller nummer 12; de A geeft aan dat de kaart is meegegaan met de eerste bestelling van die dag. Bij de tweede bestelling werd dat een B, bij de derde een C, enzovoort. De postbode kwam toen nog meerdere malen per dag langs.

Een aankomststempel is een stempel dat op een brief of ander postaal stuk wordt gezet bij aankomst op het postkantoor in de plaats van bestemming. Het geeft informatie over het verloop van het bezorgproces en is vanaf de 19e eeuw gebruikt. In de eerste helft van de twintigste eeuw werd de postbezorging steeds meer een gestroomlijnd en massaal proces, waardoor de noodzaak van aankomststempels niet meer gevoeld werd. Daardoor verdwenen ze grotendeels, behalve in Oostbloklanden. Tegenwoordig worden ze voornamelijk geplaatst op expressepost en ten behoeve van filatelisten en andere liefhebbers.

## Achtergrond
In de loop van de 19e eeuw stapten alle postdiensten over van stempels met alleen de plaatsnaam op stempels die naast de plaatsnaam ook de datum en vaak het tijdstip van stempeling aangaven. Toen ging men naast een vertrekstempel in de plaats van verzending ook een aankomststempel zetten als het poststuk was aangekomen op het postkantoor in de plaats van bestemming. Soms werden ook doorgangsstempels gezet in plaatsen waar de post opnieuw werd gesorteerd. Dat gebeurde vaak als een brief van land A via land B naar land C ging. Dan kreeg die brief in land B een doorgangsstempel.
Al die stempels werden gezet om controle op een poststuk mogelijk te maken. Als er een klacht kwam over te late of verkeerde bestelling, kon de postdienst nagaan waar de fout lag.
Bij een brief werd het aankomststempel meestal op de achterkant geplaatst, dus niet op de kant waar het vertrekstempel zat. Bij een briefkaart of ansichtkaart kwam het aankomststempel op de adreszijde, dus juist wel op de kant waar ook het vertrekstempel zat.

## Afschaffing
Bij de toename van de hoeveelheid post werd het aankomststempel steeds meer ervaren als een blok aan het been. In de eerste helft van de 20e eeuw schaften de meeste landen het aankomststempel af. In Nederland werd het aankomststempel in 1911 afgeschaft voor briefkaarten en in 1921 voor alle andere post, behalve expressestukken. In Duitsland gebeurde dat al eerder, in 1909. Het aankomststempel bleef vaak wel in gebruik voor poststukken die een speciale behandeling kregen, zoals aangetekende brieven of expressebrieven. Ook bij aangetekende brieven stapte men in de loop der jaren van het aankomststempel af; bij expressebrieven wordt het echter nog steeds geplaatst. Ook in bijzondere gevallen, zoals bij ballonpost en luchtpost, ten behoeve van aerofilatelisten en andere liefhebbers, worden nog wel aankomststempels geplaatst.

## Sovjet-Unie

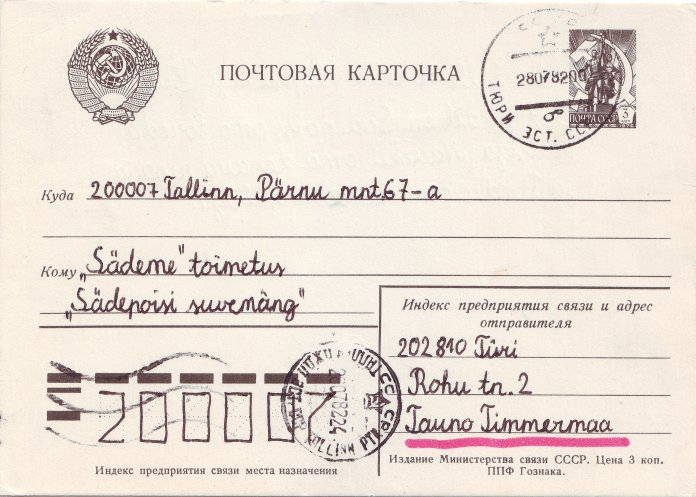
Briefkaart van Türi, 28 juli 1982, naar Tallinn, met een aankomststempel van het stationspostkantoor van dezelfde dag. Beide plaatsen liggen in (het toen nog door de Sovjet-Unie bezette) Estland; de stempels zijn tweetalig: Russisch en Estisch.

In de Sovjet-Unie bleef de postdienst aankomststempels plaatsen tot het moment van de opheffing, eind 1991. Veel opvolgerstaten bleven daar nog jaren mee doorgaan.
Ook in enkele andere landen, waaronder Roemenië, bleef de postdienst tot ver in de tweede helft van de twintigste eeuw doorgaan met het plaatsen van aankomststempels.